# George MacKay (diễn viên)
George Andrew J. MacKay (/məˈkaɪ/; sinh ngày 13 tháng 3 năm 1992) là một diễn viên người Anh. Anh đã tham gia diễn xuất trong các bộ phim The Boys Are Back (2009), Private Peaceful (2012), How I Live Now (2013), Sunshine on Leith (2013), For Those in Peril (2013), Pride (2014), Captain Fantastic (2016), Where Hands Touch (2018) và Ophelia (2018). MacKay thủ vai chính trong phim đề cử Oscar 1917 (2019). 
Anh xuất hiện gần như toàn bộ bộ phim.
Tại Liên hoan phim Cannes MacKay đã nhận được Trophée Chopard vào năm 2017, và anh đã được đề cử cho BAFTA Rising Star Award vào năm 2014.

## Cuộc sống và sự nghiệp
MacKay sinh ra tại London, con trai của Kim Baker, một nhà thiết kế trang phục và Paul MacKay, một người Úc làm việc trong ngành quản lý ánh sáng/sân khấu.